# Arrondissement de Château-Thierry
L'arrondissement de Château-Thierry est une division administrative française, située dans le département de l'Aisne et la région Hauts-de-France. 
La province à l'origine se nomme l'Omois ; quant au Tardenois, une partie se trouve également dans la Marne.

## Histoire
L'arrondissement est l'un des cinq arrondissements de l'Aisne, créés par la loi du 28 pluviôse an VIII (17 février 1800), en même temps que les autres arrondissements français. Les limites de l'arrondissement sont modifiés par la loi du 12 décembre 1924, où la commune de Loupeigne est détachée du canton d'Oulchy-le-Château de l'arrondissement de Soissons pour intégrer le canton de Fère-en-Tardenois de l'arrondissement de Château-Thierry,. 
Il est le seul arrondissement supprimé par le décret-loi du 10 septembre 1926 et les cantons de l'arrondissement rejoignent celui de Soissons. La loi du 1er juin 1942 rétablit l'arrondissement dans ses limites au moment de sa suppression en 1926. Ses limites sont modifiées le 1er janvier 2017 par arrêté préfectoral du 20 décembre 2016.

## Composition

### 1800-1926 et 1942-2015
L'arrondissement comprend 5 cantons dont Château-Thierry, Chézy-l'Abbaye, Condé-en-Brie et le Fère-en-Tardenois, Neuilly-Saint-Front. En 1803, le chef-lieu du canton de Chézy-sur-Marne est transféré à Charly et prend le nom de canton de Charly. 
Par la loi du 12 décembre 1924, la commune de Loupeigne intègre l'arrondissement de Château-Thierry.
Avant le redécoupage des cantons de 2014, effectif en mars 2015, l'arrondissement comprend 5 cantons (canton de Charly-sur-Marne, Château-Thierry, Condé-en-Brie, Fère-en-Tardenois et Neuilly-Saint-Front) et 123 communes.

### Période 2015 et 2016
Contrairement à l'ancien découpage où chaque canton était inclus à l'intérieur de l'arrondissement, le canton reste une simple circonscription électorale, mais il perd son caractère de circonscription administrative, existant depuis la Révolution française. Le nouveau découpage cantonal s'affranchit donc des limites des arrondissements. L'arrondissement de Château-Thierry comprend deux cantons entiers (Château-Thierry et Essômes-sur-Marne) et deux cantons partiels (Fère-en-Tardenois et Villers-Cotterêts). Sa composition communale reste inchangée.
Le tableau suivant présente la répartition des cantons et de leurs communes par arrondissement :
| N° | Canton            | Château-Thierry | Laon | Soissons |
| -- | ----------------- | --------------- | ---- | -------- |
| 2  | Château-Thierry   | 21              |      |          |
| 4  | Essômes-sur-Marne | 52              |      |          |
| 5  | Fère-en-Tardenois | 20              | 1    | 63       |
| 21 | Villers-Cotterêts | 30              |      | 46       |
|    |                   | 123             |      |          |

En janvier 2016, sept anciennes communes fusionnent pour créer deux communes nouvelles (Dhuys et Morin-en-Brie et Vallées en Champagne). L'arrondissement compte 118 communes.

### À partir de 2017
Au 1er janvier 2017, une réorganisation des arrondissements est effectuée, pour mieux intégrer les récentes modifications des intercommunalités et faire coïncider les arrondissements aux circonscriptions législatives ; dix communes passent de Château-Thierry vers Soissons : Chouy, Dammard, La Ferté-Milon, Macogny, Marizy-Sainte-Geneviève, Marizy-Saint-Mard, Monnes, Passy-en-Valois, Silly-la-Poterie et Troësnes,.
Au 1er janvier 2024, l'arrondissement groupe les 108 communes suivantes :
1. Armentières-sur-Ourcq
2. Azy-sur-Marne
3. Barzy-sur-Marne
4. Belleau
5. Beuvardes
6. Bézu-le-Guéry
7. Bézu-Saint-Germain
8. Blesmes
9. Bonneil
10. Bonnesvalyn
11. Bouresches
12. Brasles
13. Brécy
14. Brumetz
15. Bruyères-sur-Fère
16. Bussiares
17. Celles-lès-Condé
18. La Chapelle-sur-Chézy
19. Charly-sur-Marne
20. Le Charmel
21. Chartèves
22. Château-Thierry
23. Chézy-en-Orxois
24. Chézy-sur-Marne
25. Chierry
26. Cierges
27. Coincy
28. Condé-en-Brie
29. Connigis
30. Coulonges-Cohan
31. Coupru
32. Courboin
33. Courchamps
34. Courmont
35. Courtemont-Varennes
36. Crézancy
37. La Croix-sur-Ourcq
38. Crouttes-sur-Marne
39. Dhuys et Morin-en-Brie
40. Domptin
41. Dravegny
42. Épaux-Bézu
43. Épieds
44. L'Épine-aux-Bois
45. Essises
46. Essômes-sur-Marne
47. Étampes-sur-Marne
48. Étrépilly
49. Fère-en-Tardenois
50. Fossoy
51. Fresnes-en-Tardenois
52. Gandelu
53. Gland
54. Goussancourt
55. Grisolles
56. Hautevesnes
57. Jaulgonne
58. Latilly
59. Licy-Clignon
60. Loupeigne
61. Lucy-le-Bocage
62. Mareuil-en-Dôle
63. Marigny-en-Orxois
64. Mézy-Moulins
65. Montfaucon
66. Monthiers
67. Monthurel
68. Montigny-l'Allier
69. Montigny-lès-Condé
70. Montlevon
71. Montreuil-aux-Lions
72. Mont-Saint-Père
73. Nanteuil-Notre-Dame
74. Nesles-la-Montagne
75. Neuilly-Saint-Front
76. Nogentel
77. Nogent-l'Artaud
78. Pargny-la-Dhuys
79. Passy-sur-Marne
80. Pavant
81. Priez
82. Reuilly-Sauvigny
83. Rocourt-Saint-Martin
84. Romeny-sur-Marne
85. Ronchères
86. Rozet-Saint-Albin
87. Rozoy-Bellevalle
88. Saint-Eugène
89. Saint-Gengoulph
90. Saponay
91. Saulchery
92. Sergy
93. Seringes-et-Nesles
94. Sommelans
95. Torcy-en-Valois
96. Trélou-sur-Marne
97. Vallées en Champagne
98. Vendières
99. Verdilly
100. Veuilly-la-Poterie
101. Vézilly
102. Vichel-Nanteuil
103. Viels-Maisons
104. Viffort
105. Villeneuve-sur-Fère
106. Villers-Agron-Aiguizy
107. Villers-sur-Fère
108. Villiers-Saint-Denis

## Administration
La sous-préfète de l'arrondissement est actuellement Fatou Mano depuis le 11 février 2021.
| Période           | Période           | Identité                   | Fonction précédente | Observation                                                         |
| ----------------- | ----------------- | -------------------------- | --- | ------------------------------------------------------------------- |
|                   | 1985              | Renaud Donnedieu de Vabres | |                                                                     |
|                   |                   | ...                        | |                                                                     |
| 15 juillet 1992   | 9 septembre 1994  | Jean-Yves Tallec,          | Conseiller de tribunal administratif                                                                                     | Secrétaire général pour les affaires économiques de la Martinique   |
| 9 septembre 1994  | 23 avril 1996     | Patrick Allal,             | Conseiller de tribunal administratif                                                                                     | Conseiller de tribunal administratif                                |
| 7 mai 1996        | 31 août 1998      | Patrick Buttin,            | Directeur de cabinet du préfet de région de Haute-Normandie                                                              | Service détaché                                                     |
| 21 septembre 1998 | 25 mars 2003      | Gilles Bacquaert,          | Administrateur civil |                                                                     |
| 25 mars 2003      | 30 janvier 2006   | Marc de la Forest-Divonne, | Secrétaire général de la préfecture des Ardennes                                                                         | Sous-préfet de Guingamp                                             |
| 30 janvier 2006   | 25 août 2006      | Robert Djellal,            | Sous-préfet hors classe                                                                                                  |                                                                     |
| 25 août 2006      | 30 avril 2008     | Jean-François Colombet,    | Directeur de cabinet du préfet de la région Réunion                                                                      |                                                                     |
| 1er avril 2009    | 3 avril 2012      | Régis Elbez,               | Cabinet du Ministre de l'Intérieur - Directeur de cabinet de la Mission de la Présidence Française de l'Union Européenne |                                                                     |
| 26 juillet 2012   | 5 août 2014       | Virginie Lasserre,         | Principale d'administration de l'Intérieur et de l'Outre-mer                                                             |                                                                     |
| 5 août 2014       | 3 mai 2016        | Éric Cayol,                | Sous-préfet délégué à la cohésion sociale et à la jeunesse auprès du préfet de la région Guyane                          |                                                                     |
| 3 juin 2016       | 7 septembre 2018  | Ronan Leaustic,            | Directeur du travail | Sous-préfet de Corte                                                |
| 30 octobre 2018   | 30 septembre 2020 | Natalie William,           | Administratrice territoriale                                                                                             | Nommée sous-préfète de Forcalquier                                  |
| 25 novembre 2020  | 27 janvier 2021   | Jehane Bensedira,          | Administratrice territoriale Nomination annulée                                                                          | Sous-préfet chargé de mission auprès du préfet des Yvelines         |
| 11 février 2021   | 27 septembre 2023 | Fatou Mano                 | Substitut du procureur du tribunal judiciaire de Quimper                                                                 | Sous-préfète chargée de mission auprès du préfet des Hauts-de-Seine |
| 25 octobre 2023   | en cours          | Stéphane Paccard           | Directeur général adjoint Cadre de vie et Proximité d'Orléans Métropole                                                  | -                                                                   |

## Démographie
En 2022, l'arrondissement comptait 69 416 habitants.
| 1962   | 1968   | 1975   | 1982   | 1990   | 1999   | 2006   | 2011   | 2016   |
| ------ | ------ | ------ | ------ | ------ | ------ | ------ | ------ | ------ |
| 51 567 | 53 805 | 55 924 | 60 366 | 66 077 | 68 570 | 70 832 | 72 701 | 69 836 |

| 2021   | 2022   | - | - | - | - | - | - | - |
| ------ | ------ | - | - | - | - | - | - | - |
| 69 781 | 69 416 | - | - | - | - | - | - | - |

Le tableau et l'histogramme ci-dessus correspondent à la population de l'arrondissement, jusqu'au recensement de 2011 dans ses limites territoriales d'avant 2017.